# Diecezja Valleyfield
Diecezja Valleyfield – diecezja rzymskokatolicka w Kanadzie. Została erygowana w 1892.

## Biskupi diecezjalni
- Joseph-Médard Émard † (1892–1922)
- Felix-Raymond-Marie Rouleau, † (1923–1926)
- Joseph Alfred Langlois † (1926–1966)
- Percival Caza † (1966–1969)
- Guy Bélanger † (1969–1975)
- Robert Lebel (1976–2000)
- Luc Cyr (2001–2011)
- Noël Simard (2011–2024)
- Alain Faubert (od 2024)